# SimUnlock
Il SimUnlock (lett. sblocco della carta SIM) è una diffusa pratica di sblocco dei cellulari acquistati col vincolo ad essere utilizzati con una sola carta SIM, al fine di renderli compatibili con tutte le schede GSM/UMTS, incluse quelle di altri operatori.
Molti operatori di telefonia mobile offrono infatti cellulari di altissimo livello tecnologico a prezzi di sottocosto, vincolando però l'utente ad utilizzare (solitamente per un anno) tale cellulare con la carta SIM acquistata assieme all'apparecchio: spesso è richiesto anche il pagamento di una quota mensile che viene convertita in credito telefonico. Praticamente, ciò significa pagare il cellulare a rate e avere un minimo di traffico mensile gratuito con tali rate.

## Come si effettua il SimUnlock
L'etimologia del termine può trarre in inganno sulla effettiva procedura e sulla natura del blocco. Infatti ciò che viene sbloccato è il cellulare, non la carta SIM.
A seconda del modello di cellulare, è possibile sbloccarlo nello stesso modo in cui è stato bloccato dall'operatore. D'altra parte, gli stessi operatori sono tenuti a garantire lo sblocco del cellulare dopo un certo periodo.
- Per alcuni modelli di cellulare, è sufficiente digitare un codice da tastiera o eseguire una procedura nascosta tramite menu per annullare il SimLock
- Per altri la procedura è più complessa e richiede attrezzature specifiche. Bisogna procurarsi un firmware sbloccato (o, propriamente, non bloccato) e sostituirlo nel telefono tramite connessione via cavo utilizzando appositi programmi reperibili su Internet

## Aspetti legali
La pratica del SimUnlock è stata ed è tuttora oggetto di polemiche da parte degli operatori di telefonia mobile, che si ritengono danneggiati dal fenomeno, e dai consumatori che rivendicano il diritto alla proprietà.
A seguito delle denunce da parte degli operatori nei confronti di coloro che praticano il SimUnlock a pagamento (per strada, su Internet), un tribunale ha stabilito il reato di violazione di sistema elettronico da parte di chi pratica il SimUnlock, condannando un gruppo di SimUnlocker che praticavano lo sblocco gratuitamente per strada, nella loro automobile.
I consumatori, tramite le relative associazioni, hanno sostenuto che il cellulare regolarmente acquistato presso il rivenditore è proprietà esclusiva dell'acquirente, il quale è libero quindi di farci quello che gli pare, e che le clausole contrattuali sul SimLock siano da considerarsi vessatorie, cioè prive di valore.  In seguito, l'Agcom si è espressa definitivamente sul SimUnlock stabilendo che nei primi nove mesi il cellulare non può essere sbloccato, che dal nono al diciottesimo mese dall'acquisto il cellulare può essere sbloccato a pagamento (procedura riservata comunque all'operatore), e che oltre il diciottesimo mese lo sblocco deve essere gratuito.